# Sopel (zestaw przeciwlotniczy)
Sopel – polski prototypowy, samobieżny zestaw przeciwlotniczy artyleryjsko-rakietowy, opracowany w latach 90. XX wieku.

## Historia
W latach 70. rozpoczęto w Polsce produkcję licencyjną działa samobieżnego 2S1 Goździk. Równocześnie rozpoczęto produkcje transportera opancerzonego MT-LB (podwozia obu pojazdów były zbliżone konstrukcyjnie). Pomimo rozpoczęcia produkcji MTLB Ludowe Wojsko Polskie nie posiadało sprecyzowanych planów jego wykorzystania. Armia Radziecka używała tego pojazdu głównie w roli ciągnika artyleryjskiego do holowania armat przeciwpancernych T-12, ale armaty te nie znajdowały się na uzbrojeniu LWP. W 1978 roku podjęto decyzję o zaprojektowaniu na podwoziu MTLB kilku typów pojazdów. Wśród nich znalazł się przeciwlotniczy zestaw artyleryjski Promet. Był uzbrojony w dwie armaty kalibru 23 mm. Badania prototypu wykazały, że celność prowadzonego przez ten pojazd ognia nie spełnia wymagań. W rezultacie rozpoczęto projektowanie zmodernizowanego pojazdu oznaczonego jako Promet-2. Miał on być uzbrojony w dwie armaty kalibru 30 mm i mieć zaprojektowany przez Radwar radiolokacyjny system wykrywania i śledzenia celu. Obliczenia wykazały jednak, że podwozie MTLB ma zbyt małą nośność i w rezultacie w 1980 roku prace nad Prometem-2 przerwano.
Na początku lat 80. XX w. opracowano w Stalowej Woli prototypy samobieżnego wozu o kryptonimie Opal (SPG 2 i Opal II (SPG 2A). Podwozie Opal II SPG-2 A wykorzystywało podzespoły MTLB, oraz 2S1 Goździk, było wydłużone o jedno koło i miało większą nośność. W 1986 roku rozpoczęto prace nad zestawem przeciwlotniczym Polon. Według założeń miał on być uzbrojony w dwie armaty kalibru 30 mm i przeciwlotnicze pociski kierowane (najprawdopodobniej zmodernizowane 9K32). Okazało się jednak że opracowanie tak nowoczesnego wozu w PRL nie jest możliwe i program Polon przerwano.
Kolejną próbę podjęto na początku lat 90. Na spotkaniu konstruktorów OBRSM Tarnów i OBRMZiT Stalowa Wola postanowiono wówczas opracować prosty zestaw przeciwlotniczy, który można by zaproponować Wojsku Polskiemu jako następcę eksploatowanych zestawów Hibneryt (działka ZU-23-2 ustawione na skrzyniach samochodów ciężarowych Star 266). Początkowo planowano opracowanie pojazdu będącego połączeniem podwozia Opal 2A z wieżą okrętową Wróbel, ale wkrótce postanowiono opracować nową wieżę. Została ona opracowana w OBRSM przez zespół kierowany przez inż. Kazimierza Broniewicza. Prototyp wieży został wykonany przez zakłady w Ostrowcu Świętokrzyskim.
W wieży umieszczone były dwie armaty automatyczne kalibru 23 mm. Dodatkowo wóz był uzbrojony w dwie wyrzutnie rakiet Strzała-2M. Pojazd był wyposażony w prosty celownik tachometryczny przejęty z działka przeciwlotniczego Jod.
Po testach prace nad zestawem Sopel zostały zakończone. Jego rozwinięciem stał się zestaw rakietowo-artyleryjski Stalagmit/Sopel, na tym samym podwoziu SPG-2A, skonstruowany w 1999 roku, ze środków własnych OBRSM Tarnów i OBRMZiT Stalowa Wola.

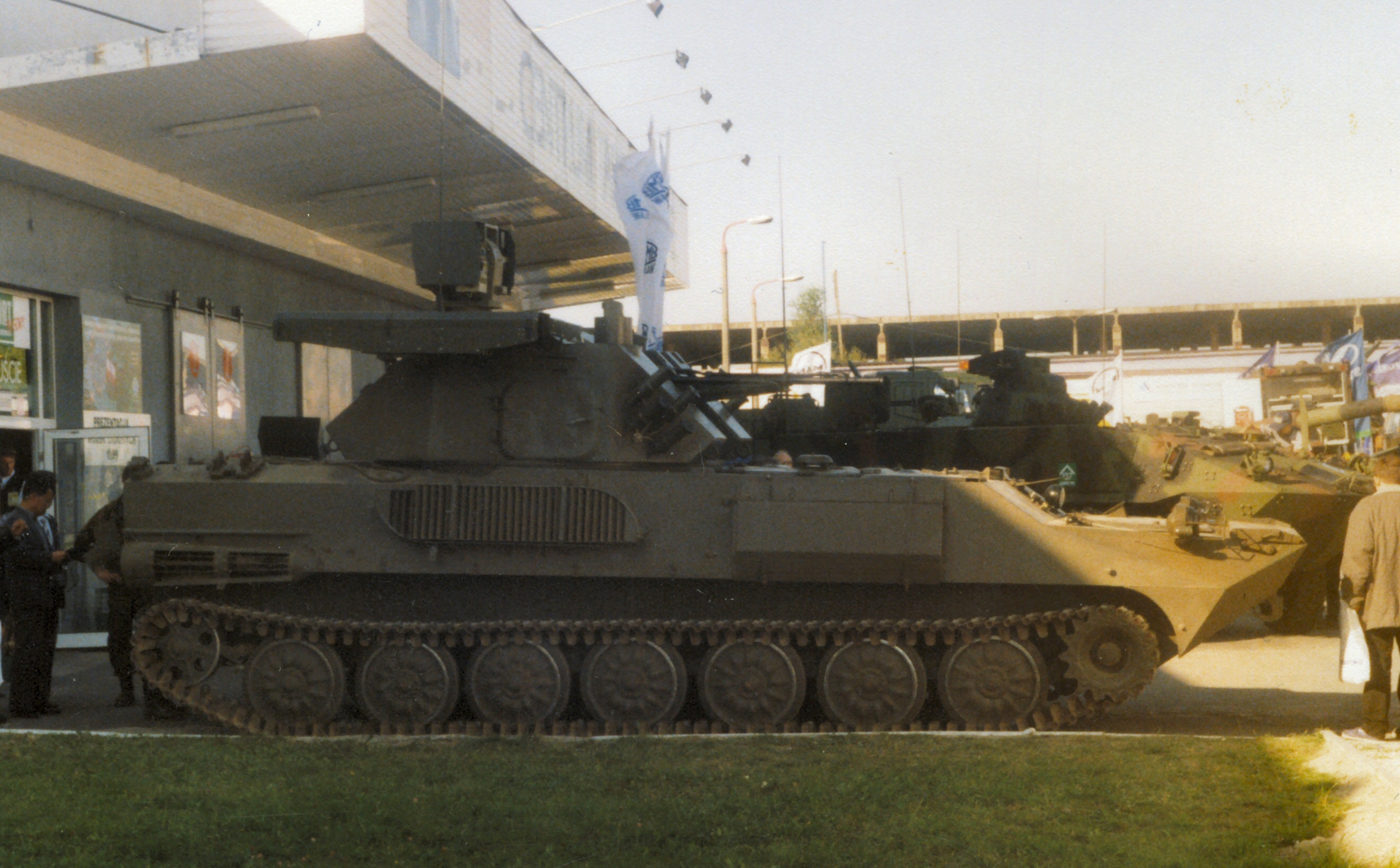
Prototyp Stalagmit/Sopel na MSPO w Kielcach

Prototyp Stalagmita został wyposażony w zmodyfikowaną wieżę mieszczącą dwie armaty kalibru 23 mm. Po bokach wieży zamocowano po dwie wyrzutnie pocisków przeciwlotniczych Grom. Wóz wyposażono w system kierowania ogniem z celownikiem tachometrycznym i głowicą celowniczo-obserwacyjną izraelskiej firmy Elbit z kamerą termowizyjną, kamerą telewizyjną, dalmierzem laserowym i urządzeniem rozpoznawczym IFF. Zapewniała ona optyczne wykrycie celu z odległości 7000 m i śledzenie z odległości 5000 m. Rakiety umożliwiały zwalczanie celów w odległości do 5500 m i wysokości do 3000 m, a działka odpowiednio do 2500 m i 2000 m. W toku dalszego rozwoju możliwe było zastosowanie innej konfiguracji pojazdu, w tym zastąpienia działek kalibru 23 mm przez pojedynczą armatę 35 mm. Podobnie jak Sopel, Stalagmit pozostał prototypem.